# Strangalomorpha austera
Strangalomorpha austera är en skalbaggsart som beskrevs av Holzschuh 2003. Strangalomorpha austera ingår i släktet Strangalomorpha och familjen långhorningar. Inga underarter finns listade i Catalogue of Life.